# کاچکانار
شهر کاچکانار (به روسی: Качканар) در کشور روسیه و در اوبلاست سوردلوفسک واقع شده است.